# Waals platform voor het IPCC
Het Waals platform voor het IPCC (Plateforme Wallonne pour le GIEC) werd opgericht met de steun van de Waalse regering in België om de contacten tussen het IPCC, de wetenschappelijke wereld en politici te vergemakkelijken. GIEC is de Franse afkorting van IPCC. De samenwerking met de Waalse overheid loopt via het Agence wallonne de l'Air & du Climat (AwAC).

## Activiteiten
- Maandelijkse thematische informatiefolder[3]
- Lijst van experten die advies kunnen geven aan de overheid, aan organisaties en aan burgers
- Monitoring van de impacten van klimaatsverandering in Wallonië

## Verantwoordelijke
Professor Jean-Pascal van Ypersele